# Leichtathletik-Länderkampf der Männer 1954 Japan – BR Deutschland
| 13. Leichtathletik-Länderkampf mit bundesdeutscher Beteiligung 1954 | 13. Leichtathletik-Länderkampf mit bundesdeutscher Beteiligung 1954 |                                                |
| ------------------------------------------------------------------- | ------------------------------------------------------------------- | ---------------------------------------------- |
|                                                                     |                                                                     |                                                |
| Ländervergleich der Männer: Japan – BR Deutschland                  |                                                                     |                                                |
| Austragungsort                                                      | Tokio                                                               |                                                |
| Wettbewerbe                                                         | 17                                                                  |                                                |
| Datum                                                               | 9./10. Oktober 1954                                                 |                                                |
| 1. FRG 2. JPN                                                       | 104 Punkte 075 Punkte                                               |                                                |
| Chronik                                                             |                                                                     |                                                |
| ← FRG-FIN (M)                                                       | erster LK 1955:00 SUI-FRG-AUT Straß'lauf (M) →                      | erster LK 1955:00 SUI-FRG-AUT Straß'lauf (M) → |

Im dreizehnten und letzten Vergleich des Länderkampfjahres 1954 stand nach 25 Jahren im Rahmen einer Japan-Reise wieder ein Länderkampf gegen die japanischen Männer auf dem Programm. Das letzte Aufeinandertreffen hatte es am 5./6. Oktober 1929 in Tokio gegeben. Japans Hauptstadt war auch im diesjährigen Vergleich der beiden Länder am 9./10. Oktober Gastgeber.

## Wettbewerbe und Modus
Auf dem Programm standen siebzehn Wettbewerbe, drei weniger als in den drei vorangegangenen Länderkämpfen gegen Dänemark, Frankreich und Finnland. Auch für die Begegnung in Tokio waren zwei Tage angesetzt. Aus dem olympischen Wettbewerbskatalog fehlten die Rennen über 10.000 Meter und 3000 Meter Hindernis, der Marathonlauf, die beiden Gehwettbewerbe, der Hammerwurf sowie der Zehnkampf. In den Einzelwettbewerben wurde nach Standard gewertet, in den Staffeln mit fünf zu zwei Punkten.

## Sportliche Leistungen
Ein herausragendes Ergebnis über 100 Meter erzielte der Doppeleuropameister dieses Jahres Heinz Fütterer. Mit seinen 10,3 Sekunden blieb er nur eine Zehntelsekunde über dem bestehenden Weltrekord. Zum Ende der Japan-Reise des deutschen Teams egalisierte Fütterer am 31. Oktober in Yokohama dann mit 10,2 Sekunden diesen 100-Meter-Weltrekord. Über 200 Meter verfehlte Fütterer hier in Tokio mit 21,1 Sekunden den von Helmut Körnig und ihm selber gehaltenen Europarekord nur um zwei Zehntelsekunden.
Sehr stark präsentierte sich auch Speerwerfer Heinrich Will, der mit seinen 77,12 m nur 3,29 m unter dem bestehenden Weltrekord blieb.

## Ergebnis
Drei Disziplinen konnten Japans Leichtathleten für sich verbuchen: den Hoch., Stabhoch- sowie Dreisprung, den Stabhoch- und Dreisprung dabei mit Doppelerfolgen. Die weiteren vierzehn Wettbewerbe entschied das bundesdeutsche Team für sich, fünf davon mit Doppelsiegen. So gewann die Bundesrepublik Deutschland auch dieses zweite Treffen der beiden Länder deutlich, im Gesamtresultat mit 105 zu 75 Punkten.

## Resultate

### 100 m
| Platz | Athlet         | Land | Zeit (s) |
| ----- | -------------- | ---- | -------- |
| 1     | Heinz Fütterer | FRG  | 10,3     |
| 2     | Akira Kiyofuji | JPN  | 10,5     |
| 3     | Hans Geister   | FRG  | 10,7     |
| 4     | Hirano         | JPN  | 10,7     |

Datum: 9. Oktober

### 200 m
| Platz | Athlet         | Land | Zeit (s) |
| ----- | -------------- | ---- | -------- |
| 1     | Heinz Fütterer | FRG  | 21,1     |
| 2     | Hans Geister   | FRG  | 21,7     |
| 3     | Akira Kiyofuji | JPN  | 22,1     |
| 4     | Kanji Akagi    | JPN  | 22,4     |

Datum: 10. Oktober

### 400 m
| Platz | Athlet       | Land | Zeit (s) |
| ----- | ------------ | ---- | -------- |
| 1     | Hans Geister | FRG  | 48,3     |
| 2     | Kanji Akagi  | JPN  | 49,2     |
| 3     | Akira Matsui | JPN  | 49,5     |
| 4     | Kurt Bonah   | FRG  | 49,7     |

Datum: 9. Oktober

### 800 m
| Platz | Athlet           | Land | Zeit (min) |
| ----- | ---------------- | ---- | ---------- |
| 1     | Werner Lueg      | FRG  | 1:49,7     |
| 2     | Olaf Lawrenz     | FRG  | 1:49,9     |
| 3     | Yoshitaka Muroya | JPN  | 1:52,6     |
| 4     | Suzuki           | JPN  | 1:54,4     |

Datum: 10. Oktober

### 1500 m
| Platz | Athlet           | Land | Zeit (min) |
| ----- | ---------------- | ---- | ---------- |
| 1     | Werner Lueg      | FRG  | 3:59,2     |
| 2     | Günter Dohrow    | FRG  | 3:59,8     |
| 3     | Yoshitaka Muroya | JPN  | 4:02,8     |
| 4     | Michio Ueki      | JPN  | 4:05,4     |

Datum: 9. Oktober

### 5000 m
| Platz | Athlet           | Land | Zeit (min) |
| ----- | ---------------- | ---- | ---------- |
| 1     | Herbert Schade   | FRG  | 14:26,0    |
| 2     | Heinz Laufer     | FRG  | 14:40,6    |
| 3     | Susumu Takahashi | JPN  | 14:41,2    |
| 4     | Jiro Yamauchi    | JPN  | 15:17,8    |

Datum: 10. Oktober

### 110 m Hürden
| Platz | Athlet            | Land | Zeit (s) |
| ----- | ----------------- | ---- | -------- |
| 1     | Bert Steines      | FRG  | 14,6     |
| 2     | Takehiko Nakajima | JPN  | 15,0     |
| 3     | Yukiyoshi Kawata  | JPN  | 15,4     |
| 4     | Heinz Ulzheimer   | FRG  | 15,8     |

Datum: 10. Oktober
Der 800-Meter- und 400-Meter-Hürden-Spezialist Heinz Ulzheimer stellte sich auch im 110-Meter-Hürdenlauf und Stabhochsprung als Teilnehmer zur Verfügung, damit Deutschland in diesen Disziplinen mit jeweils zwei Startern vertreten war.

### 400 m Hürden
| Platz | Athlet          | Land | Zeit (s) |
| ----- | --------------- | ---- | -------- |
| 1     | Kurt Bonah      | FRG  | 53,4     |
| 2     | Heinz Ulzheimer | FRG  | 53,7     |
| 3     | Yanusari        | JPN  | 55,5     |
| 4     | Yoshimi         | JPN  | 56,3     |

Datum: 10. Oktober

### 4 × 100 m Staffel
| Platz | Besetzung      | Land                                                    | Zeit (s) |
| ----- | -------------- | ------------------------------------------------------- | -------- |
| 1     | BR Deutschland | Heinz Oberbeck Hans Geister Heinz Fütterer Bert Steines | 41,9     |
| 2     | Japan          | Hirano Akira Kiyofuji Kyohei Ushio Furuya               | 42,5     |

Datum: 9. Oktober
Um das deutsche Team zu komplettieren, startete Zehnkämpfer Heinz Oberbeck in der 4-mal-100-Meter-Staffel, im Weit- und Dreisprung sowie im Kugelstoßen, Diskus- und Speerwurf.

### 4 × 400 m Staffel
| Platz | Besetzung      | Land                                                  | Zeit (min) |
| ----- | -------------- | ----------------------------------------------------- | ---------- |
| 1     | BR Deutschland | Kurt Bonah Günter Dohrow Heinz Ulzheimer Hans Geister | 3:15,2     |
| 2     | Japan          | Akira Matsui Kanji Akagi Nobuaki Matsuno Ozawa        | 3:16,4     |

Datum: 10. Oktober

### Hochsprung
| Platz | Athlet           | Land | Höhe (m) |
| ----- | ---------------- | ---- | -------- |
| 1     | Yukio Ishikawa   | JPN  | 1,90     |
| 2     | Werner Bähr      | FRG  | 1,90     |
| 3     | Noboru Kasamatsu | JPN  | 1,85     |
| 4     | Heinrich Will    | FRG  | 1,60     |

Datum: 9. Oktober
Um einen zweiten Hochsprung-Vertreter zu stellen, startete hier der Speerwurf-Spezialist Heinrich Will.

### Stabhochsprung
| Platz | Athlet          | Land | Höhe (m) |
| ----- | --------------- | ---- | -------- |
| 1     | Bunkichi Sawada | JPN  | 4,05     |
| 2     | Yokomakura      | JPN  | 4,05     |
| 3     | Werner Bähr     | FRG  | 3,80     |
| 4     | Heinz Ulzheimer | FRG  | 2,50     |

Datum: 10. Oktober
Der 800 Meter- und 400-Meter-Hürden-Spezialist Heinz Ulzheimer stellte sich auch im Stabhochsprung und 110-Meter-Hürdenlauf als Teilnehmer zur Verfügung, damit Deutschland in diesen Disziplinen mit jeweils zwei Startern vertreten war.

### Weitsprung
| Platz | Athlet         | Land | Weite (m) |
| ----- | -------------- | ---- | --------- |
| 1     | Heinz Oberbeck | FRG  | 7,25      |
| 2     | Masaji Tajima  | JPN  | 7,18      |
| 3     | Nobuhiko Kubo  | JPN  | 7,13      |
| 4     | Bert Steines   | FRG  | 6,23      |

Datum: 9. Oktober
Um mit jeweils zwei Teilnehmern vertreten zu sein, waren im Weit- und Dreisprung der Hürdensprinter Bert Steines und der Zehnkämpfer Heinz Oberbeck am Start.

### Dreisprung
| Platz | Athlet         | Land | Weite (m) |
| ----- | -------------- | ---- | --------- |
| 1     | Teruji Kogake  | JPN  | 15,23     |
| 2     | Noriaki Sagawa | JPN  | 14,68     |
| 3     | Heinz Oberbeck | FRG  | 13,03     |
| 4     | Bert Steines   | FRG  | 12,05     |

Datum: 10. Oktober
Um mit jeweils zwei Teilnehmern vertreten zu sein, waren im Drei- und Weitsprung der Hürdensprinter Bert Steines und der Zehnkämpfer Heinz Oberbeck am Start.

### Kugelstoßen
| Platz | Athlet         | Land | Weite (m) |
| ----- | -------------- | ---- | --------- |
| 1     | Karl Oweger    | FRG  | 14,35     |
| 2     | Yoshio Kojima  | JPN  | 14,14     |
| 3     | Anjiki         | JPN  | 12,93     |
| 4     | Heinz Oberbeck | FRG  | 11,33     |

Datum: 10. Oktober
Um das deutsche Team zu komplettieren, startete Zehnkämpfer Heinz Oberbeck im Kugelstoßen, Diskus- und Speerwurf, in der 4-mal-100-Meter-Staffel sowie im Weit- und Dreisprung.

### Diskuswurf
| Platz | Athlet          | Land | Weite (m) |
| ----- | --------------- | ---- | --------- |
| 1     | Karl Oweger     | FRG  | 49,43     |
| 2     | Mukai           | JPN  | 42,52     |
| 3     | Heinz Oberbeck  | FRG  | 42,06     |
| 4     | Motoyasu Nagano | JPN  | 40,74     |

Datum: 9. Oktober
Um das deutsche Team zu komplettieren, startete Zehnkämpfer Heinz Oberbeck im Diskus- und Speerwurf, im Kugelstoßen, in der 4-mal-100-Meter-Staffel sowie im Weit- und Dreisprung.

### Speerwurf
| Platz | Athlet              | Land | Weite (m) |
| ----- | ------------------- | ---- | --------- |
| 1     | Heinrich Will       | FRG  | 77,12     |
| 2     | Katsushige Watanabe | JPN  | 62,14     |
| 3     | Tanada              | JPN  | 60,81     |
| 4     | Heinz Oberbeck      | FRG  | 53,60     |

Datum: 10. Oktober
Um das deutsche Team zu komplettieren, startete Zehnkämpfer Heinz Oberbeck im Speer- und Diskuswurf, im Kugelstoßen, in der 4-mal-100-Meter-Staffel sowie im Weit- und Dreisprung.

## Einzelbelege
1. 1 2  Athletics - Progression of outdoor world records until 31.10.2023 (Men) (Seite nicht mehr abrufbar, festgestellt im November 2024. Suche in Webarchiven), sport-record.de (englisch), abgerufen am 11. Dezember 2024
2. ↑  Ehemaliger 100-Meter-Weltrekordhalter: Der "Weiße Blitz" ist tot. In: Tagesspiegel vom 10. Februar 2019, tagesspiegel.de, abgerufen am 17. Juli 2024
3. ↑  Athletics - Progression of European records200 m - Men (englisch), sport-record.de (PDF; 1279 KB), abgerufen am 11. Dezember 2024